# Kollam (huyện)
Huyện Kollam là một huyện thuộc bang Kerala, Ấn Độ. Thủ phủ huyện Kollam đóng ở Kollam. Huyện Kollam có diện tích 2498 ki lô mét vuông. Đến thời điểm năm 2001, huyện Kollam có dân số 2584118 người.